# 2284 San Juan
2284 San Juan eller 1974 TG1 är en asteroid i huvudbältet som upptäcktes den 10 oktober 1974 av Félix Aguilar-observatoriet. Den är uppkallad efter det argentinska universitetet San Juan, även staden San Juan och provinsen San Juan.